# Monestir de Kikos
El monestir del Reial Sant i Stavropègic de la Panagia de Kikos (grec: Ιερά Μονή της Παναγίας του Κύκκου), més conegut com a monestir de Kikos o monestir de l'Arcàngel Miquel, és el monestir més gran de tota l'illa de Xipre. Està consagrat a l'arcàngel Miquel.

## Descripció
El monestir de Kikos és en la ruta principal que va de Tróodos a Nicòsia, a la part oest d'aquestes muntanyes, a 18 km del Mont Olimp, en un paisatge de muntanya boscosa.
El seu nom complet és monestir del Reial Sant i Stavropègic de la Panagia de Kikos. El terme Panagia significa 'tota santedat' i s'utilitza per a Maria, mare de Jesús. És anomenat Reial perquè fou fundat amb la contribució financera de l'emperador romà d'Orient Aleix I Comné i Stavropègic perquè se'n col·locà una creu en la pedra fundacional. Això, en llenguatge eclesiàstic, significa que el monestir té autogovern en el marc de l'Església ortodoxa xipriota. L'origen del nom Kikos es desconeix. Sembla que provindria de kokkos, un arbust de l'àrea.
La germandat del monestir té 900 anys. Aquest fou un dels centres espirituals més importants de l'illa i també tingué un rol important durant la Guerra de la independència.
La seua construcció original data del període romà d'Orient, però se'n reconstruí al s. XVII i després al XVIII. A l'interior hi ha nombrosos frescs i icones d'estil romà d'Orient. Esplèndids canelobres pengen dels sostres. També s'hi conserven manuscrits antics i antigues escultures en fusta, documents relatius a la història del monestir i la tomba del fundador, l'arquebisbe Nicèfor.

### La santa icona
La icona, també anomenada Panagia Eleousa ('font de misericòrdia'), mostra Maria sostenint el seu fill. Se li ha atribuït a sant Lluc, i fou un regal de l'emperador Aleix I Comné. El 1576 la cobriren d'or i argent, i li'n feren una nova coberta al 1795.
Maria té la cara coberta amb un vel. El 1669, el patriarca d'Alexandria, Gerasimos, gosà aixecar-li el vel per veure la cara de la Theotokos ('Mare de Déu') però fou castigat per la seua impietat i amb llàgrimes als ulls hi demanà perdó.
El monjo rus Vasilios Barsky, que visità el monestir el 1735, escrigué que els monjos descobrien la imatge només en períodes de sequera i que després traslladaven la pintura al Throni ('petit tron'), i cantaven el "Paraklesis" ('cant de petició a la Theotokos'). Els monjos transportaven la icona sense mirar-la i el rostre de la imatge apuntava al cel.
Cada 15 d'agost i 8 de setembre se celebra una gran festa en honor de la Mare de Déu de Kikos.

### El tron
Sobre el cim de la muntanya, al nord del monestir, es troba To Throni tis Panayias ('el Tron de la Mare de Déu'). En vells temps, hi havia un tron de fusta en què es col·locava la icona. El 1935 el tron fou reemplaçat per un cenotafi de ciment, i després canviat per un de nou més gran i majestuós.

### L'església
L'església fou construïda especialment per albergar la icona. Originàriament era de fusta, però un incendi causà grans danys a l'estructura i als frescs al 1365 i 1541. Després fou totalment restaurat i s'hi usà pedra en comptes de fusta. Es tornà a incendiar, però, el 1751 i 1813.

L'església original era d'una nau, després de tres i ara és una basílica amb un dom. La nau del mig està dedicada a la Mare de Déu, el passadís dret a tots els sants (Agiotis Pantes) i l'esquerre els arcàngels Gabriel i Miquel (Archangelous Gavreil ke Mihail).

## Història

### Primers temps

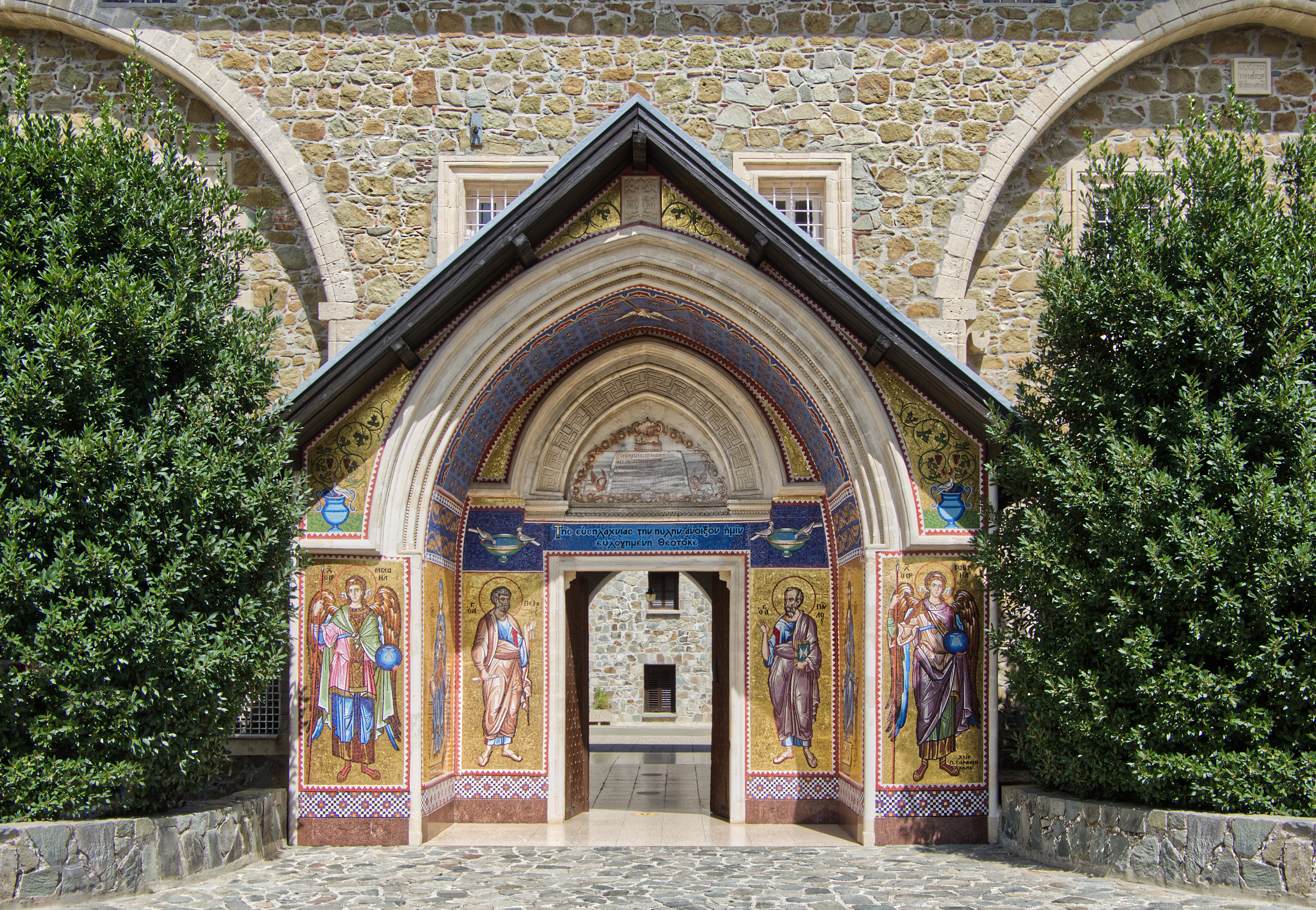
Entrada

Segons la tradició, sobre l'any 1100, el governador romà d'Orient de Xipre, Manuel Vutomites, un dia es va perdre al bosc de Tróodos. Després de caminar i caminar, trobà un vell ermità anomenat Isaies, a qui va maltractar per la seua condició. Després, arribà a Nicòsia, on es posà molt malalt. Vutomites atribuí la seua malaltia a la conducta que havia tingut amb l'ermità, per això envià els seus servents a buscar-lo. Quan el tingué al davant, li demanà perdó. La súplica de l'ermità feu que es guarira.
El governador romà d'Orient prometé a Isaïes que li donaria el que desitjara. Aquest li demanà que li portara la icona de la marededeu de Constantinoble, una de les tres creacions atribuïdes a l'apòstol Lluc. Considerà que seria impossible persuadir-hi l'emperador romà d'Orient, Aleix I Comné. Se n'anà, però, amb Isaies a Constantinoble. Hi trobaren l'emperador apesarat per la malaltia de la seua filla, que era la mateixa que havia sofert Vutomites. El prec de l'ermità guarí la filla.
Fins que el mateix emperador no caigué malalt no acceptà que la icona viatjara a Xipre, i aportà els diners per a la construcció d'un monestir on allotjar-la. Isaies traslladà la icona a l'illa, on la població l'acompanyà en processó des de la costa a la muntanya. Alhora, Vutomites arribà a l'illa i declarà el monestir "Stravropegic" i autoritzà que les despeses del manteniment anaren a càrrec de les viles de Peristerona, Milon i Mylikouri.
L'evidència més antiga de l'existència de Kikos és un document del 1136 i està relacionada amb la compra d'una bíblia pel llavors abat Daniel. Altres antigues referències són indirectes però deixen veure la importància que el monestir tenia a l'illa. Un típic indici en són les pintures d'icones de la Mare de Déu que tenen com a model la de Kikos.

### Període llatí (1191–1571)
Després de l'incendi, Leonor, esposa de Pere I de Xipre, s'oferí a fer la reconstrucció de l'edifici el 1365. Alguns pobladors locals també hi feren contribucions, i el monestir s'acabà en sis mesos.
Durant aquest període, el monestir continuà amb la tasca de preservar la tradició, la llengua grega i la història. En un taller es realitzaven còpies i il·luminació de manuscrits, continuant, d'aquesta manera, l'herència romana d'Orient. Un manuscrit dels Psalms conservat a la Biblioteca Patriarcal de Jerusalem és una de les peces testimoni més importants de les activitats culturals del monestir.
Malgrat que molts dels treballs s'han perdut, la seua influència pot veure's en les icones pintades els segles XIII i XV, existents tant a Xipre com en altres parts del món. En són exemples les de l'església de Panagia tis Kivotou ('Mare de Déu de l'Arca', segle xiii) a Sant Teodor del Camp; Agia Marina (s. XV) a la vila de Kalopanagiotis, que es troba al Museu Bizantí de la Fundació Arquebisbe Makarios III, a Nicòsia, i l'església de Panagia tis Dexias ('Mare de Déu de la Mà Dreta', s. XV), a Tessalònica.

### Període del domini turc (1571–1878)
Durant el domini otomà, el monestir refugià cristians en les seues dependències (metochia) al llarg de tota l'illa, i n'eren les més importants l'Archangelos a Lakatamia, Agios Procopios a Engomi, Xeropatamia a Pentagia, i Agias Monis a Pafos.

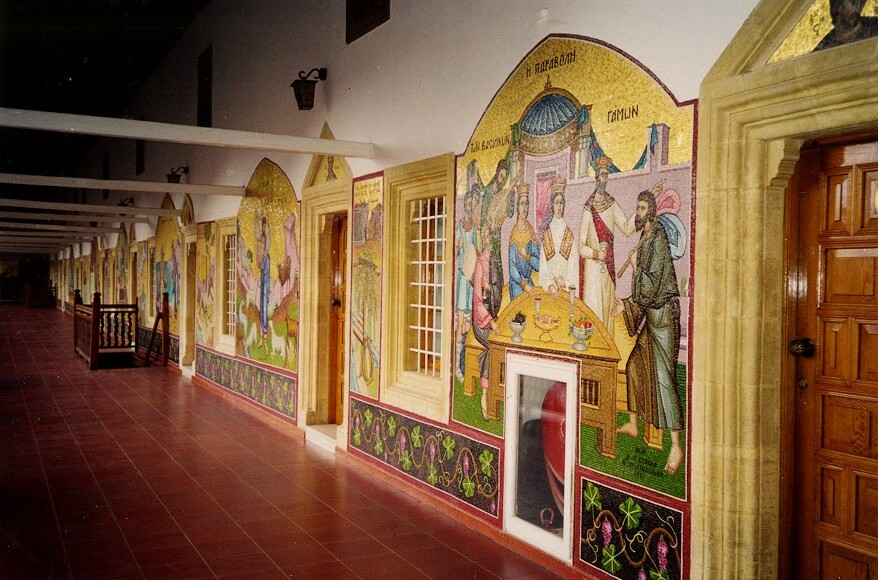
Monestir de Kikos. Interior

També promogué l'art, la iconografia, el gravat de fusta, l'educació bàsica i l'estudi de la literatura. Exemples en són els còdexs, els manuscrits de música, els tresors i els documents, conservats al monestir i en altres llocs de Xipre, tant privats com museus, o en biblioteques de diferents estats.
L'escola grega actuava al monestir des del s. XVIII. Els estudiants n'eren els novicis i altres joves que, després de la graduació, tornaven als llocs d'origen. Després, l'escola de Kikos passaria a ser un gymnasium (secundari) de tres anys de durada. Molts alumnes continuaren els estudis en altres escoles teològiques.
Cal esmentar tres personalitats del monestir del s. XVIII: Epherem l'Atenés, que escrigué la història del monestir i es publicà a Venècia el 1751 pel Protosynkelos ('vicari') de Kikos, Sreaphim Pissidio i l'Archimandrita Kiprianos, que publicà Història de Xipre el 1788, que és l'única font primària d'informació relacionada amb el període de domini turc. L'Archimandrita Kiprianos es considera el primer historiador grec modern.
El monestir fou un gran contribuent de l'educació grega per la donació de fons per fundar escoles en viles i ciutats de Xipre. En destaquen les aportacions per a la fundació de l'Escola Grega de Limassol el 1819, la reobertura de l'Escola Grega de Nicòsia el 1830, que havia estat fundada per l'arquebisbe Kyprianos el 1812 i tancada després de la Revolució grega de 1821 i la reobertura de les escoles gregues de Limassol i Làrnaca, entre d'altres.
Alguns monjos de Kikos foren dirigents de l'Església ortodoxa fora de Xipre. Com ara l'arquebisbe d'Ankara, Serafí Pisidios; el metropolità de Lorkridos, Agathangelos Myrianthousis (1780–1852), que prengué part en la Revolució grega de 1821; el metropolità de Petras del patriarcat de Jerusalem Meletios Mateos (1785–1867), un gran benefactor de l'educació a Xipre i Palestina, i el metropolità de Mesimvrias, Charitonas Euclidios (1836–1906). Monjos de Kikos també dotaren les metochias ('dependències') dels monestirs d'Esmirna, Amasia, Atalia, Constantinoble, Prousa i Geòrgia.
Durant el període de dominació turca, el monestir de Kikos fou robat i saquejat diverses vegades, especialment durant la Revolució grega. També foren assassinats l'arquebisbe Kyprianos, el metropolitans i l'abat, Josif.
El monestir, però, es reorganitzà i tornà a la seua esplendor a la fi d'aquest període i a l'inici del Britànic.

### Període britànic (1878–1960)
La gran majoria de xipriotes acceptaren la invasió britànica, creient que seria un pas intermedi per a assolir el seu objectiu que era la unió amb Grècia (enosi).
Van canviar quan comprovaren que les lleis colonials eren semblants a les de l'antic colonitzador. Durant aquest període, el monestir de Kikos continuà amb les seues activitats. Alguns membres del monestir, tals com els abats Gerasimos i Kleopas, representaren el poble i lluitaren per la millora de les condicions de vida en el Consell Legislatiu, un cos establert el 1882.
Makarios, després de ser elegit per a l'arquebisbat, lluità per la llibertat de la Xipre moderna. Fou líder polític i de l'EOKA. El monestir fou un dels principals puntals dels lluitadors, als quals refugià dins de l'edifici mateix, així com en els amagatalls que se'n construïren a la rodalia. Els anglesos tancaren el monestir al públic des de juny de 1956 a març de 1959.
El monestir estigué present en totes les lluites de l'hel·lenisme per la llibertat i restauració de la nació als s. XIX i XX. Alguns dels seus membres s'integraren en les forces armades gregues.
La tomba de Makarios III (1913 – 1977) es troba propera al Throni.

### Període des de la independència
Durant la invasió turca de 1974, l'Església ortodoxa xipriota exercí el rol de suport sociopolític que l'havia caracteritzat en períodes anteriors. El monestir emprà gran quantitat de diners per fundar escoles com els antics gimnasos de Kikos per a joves (1961) i per a xiques (1964), actualment denominats Kikos Liceum A i Kikos Liceum B, respectivament.
El 1986, per iniciativa de l'abat Nikiforos, s'inaugurà el Centre d'Estudis de Kykkos en la Metochia d'Archangelos per al treball de l'àrea científica, que ha realitzat publicacions sobre la història del monestir i el seu material d'arxiu. En aquest centre es troba el Taller de Preservació de Manuscrits i Icones amb responsabilitat de preservació de tresors eclesiàstics.

## Galeria d'imatges

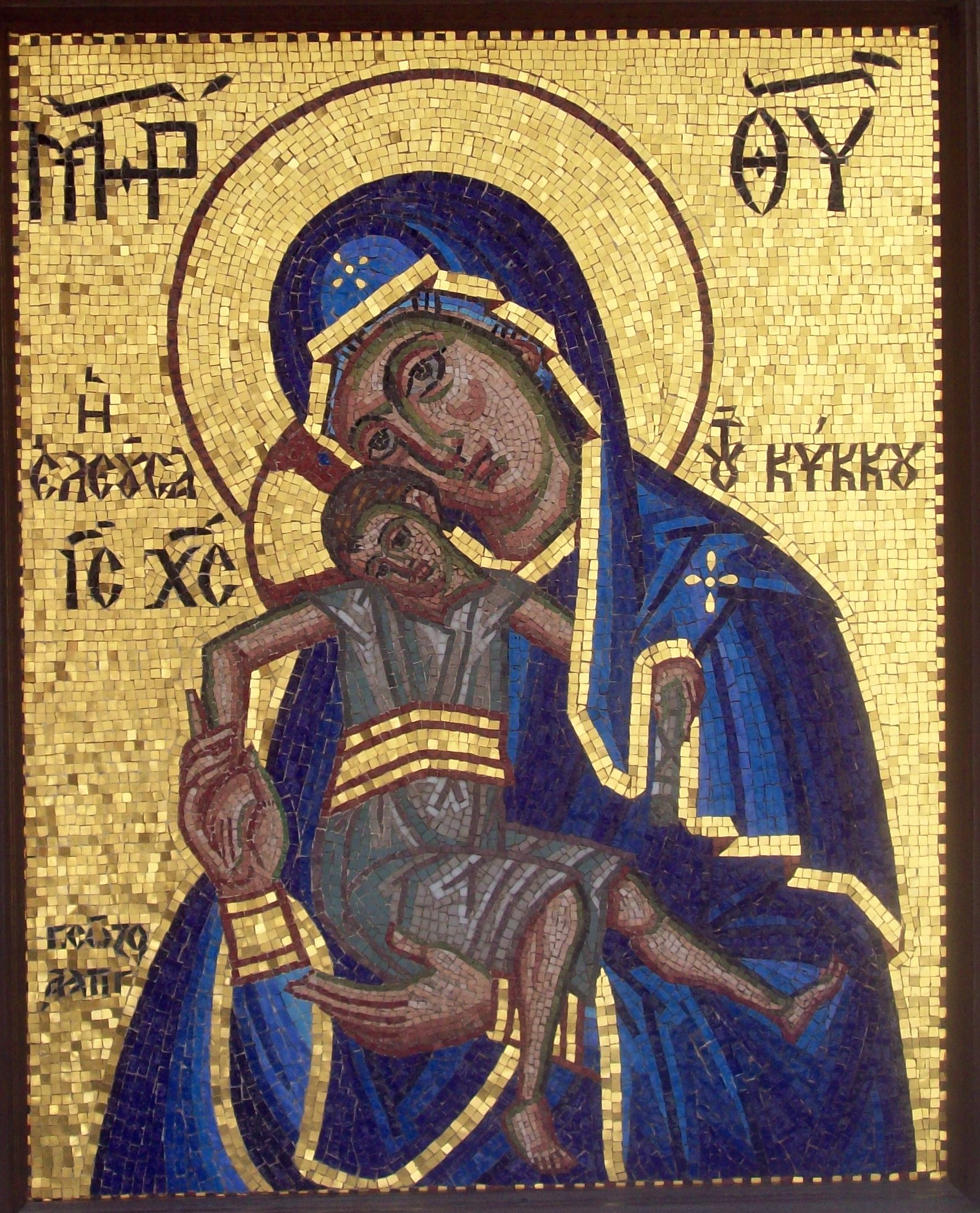
Mosaic que representa la Mare de Déu
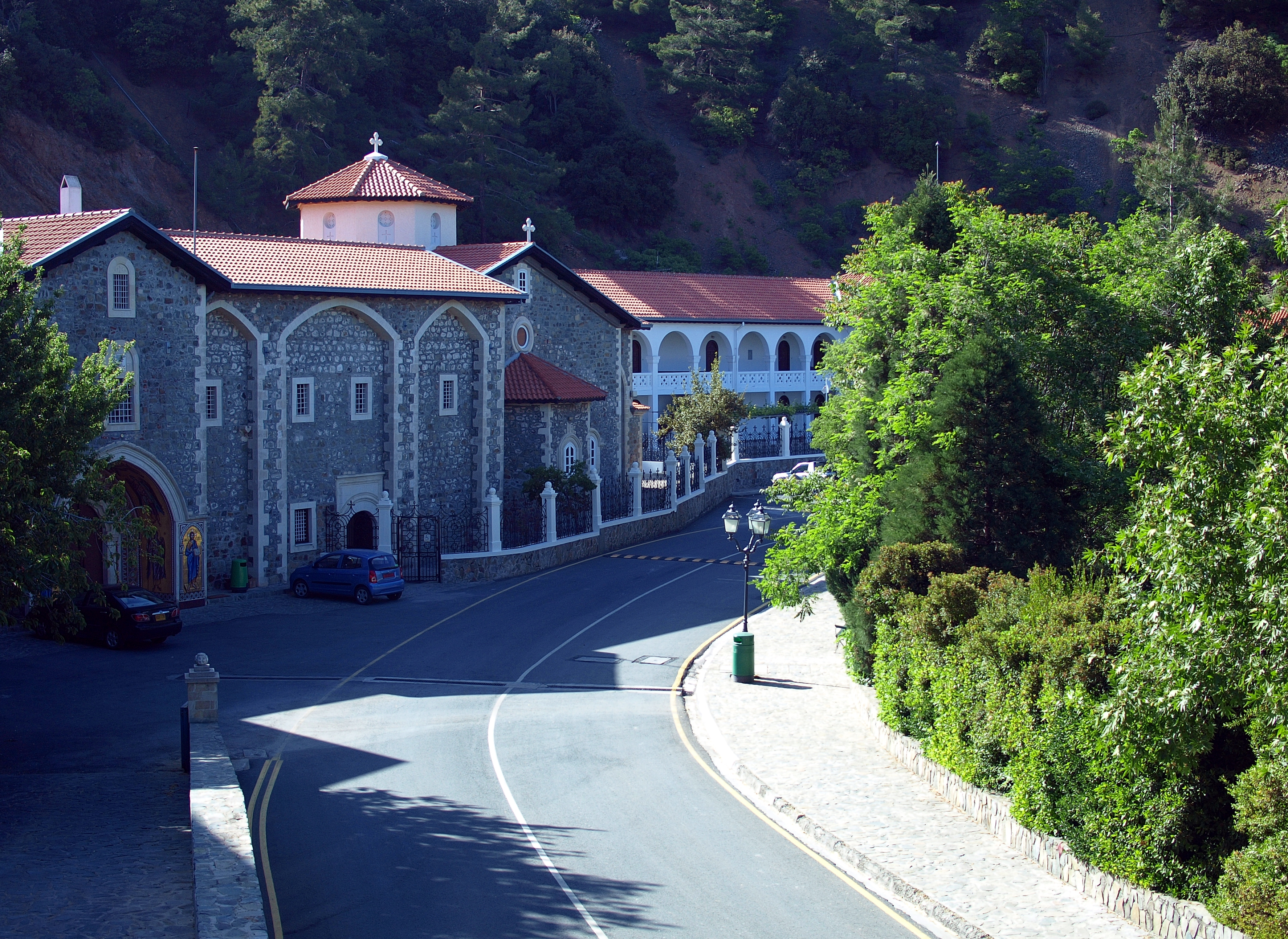
Monestir de Kikos, Xipre
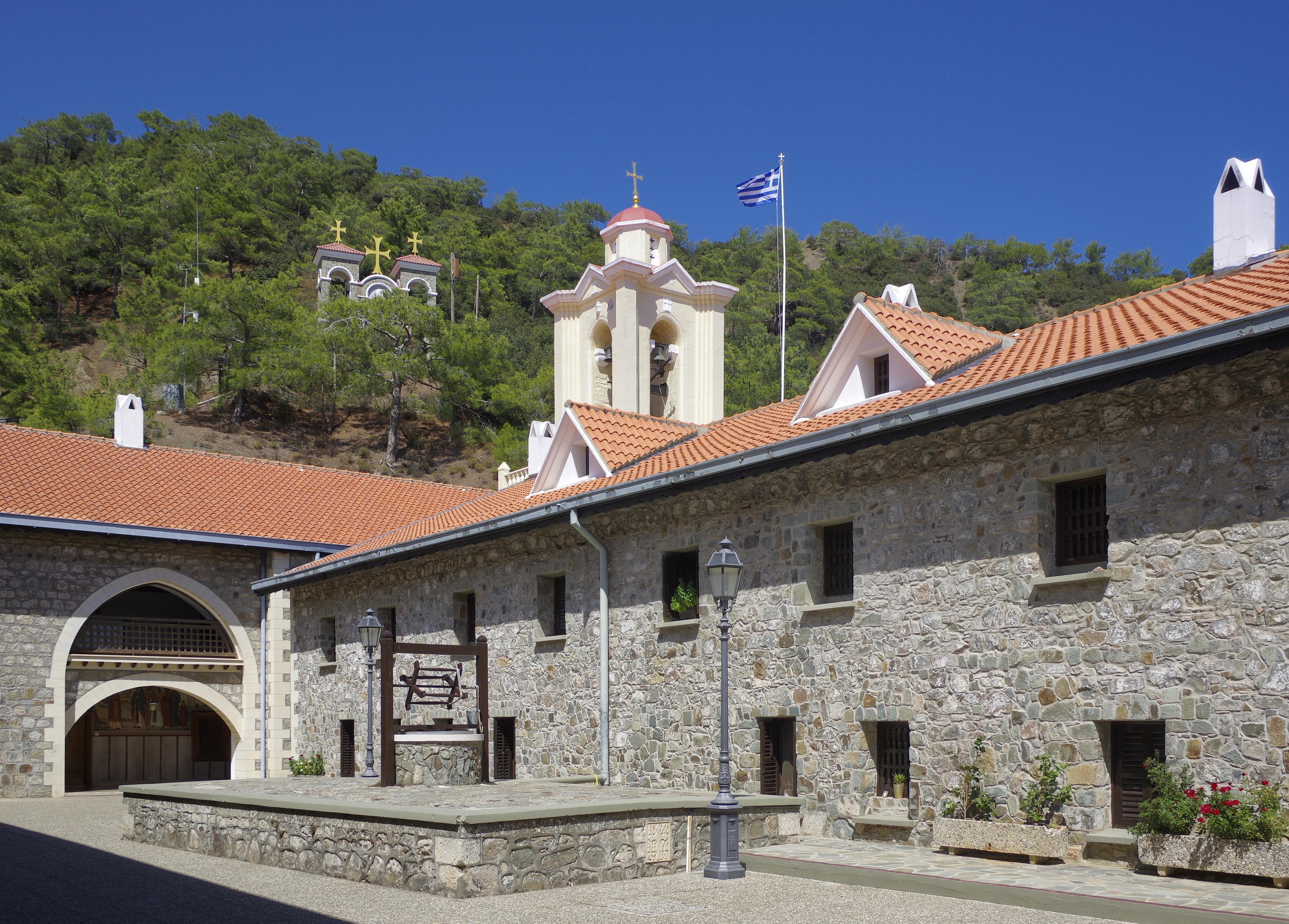
Pati interior
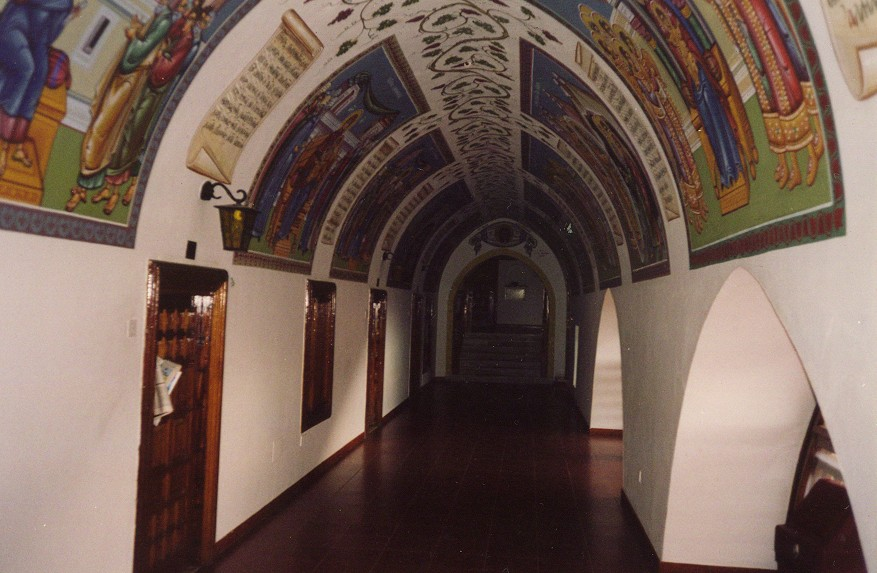
Interior del monestir
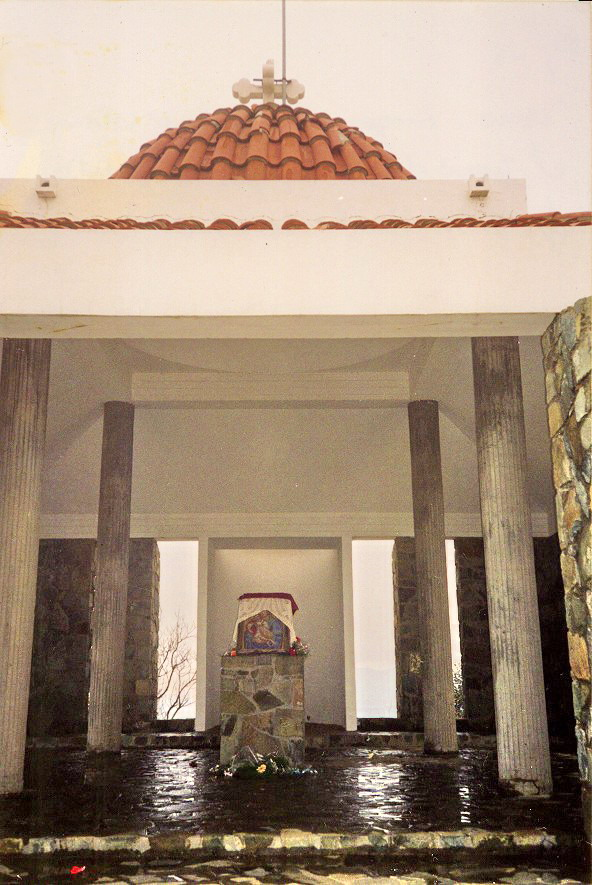
Monestir de Kikos. Tron
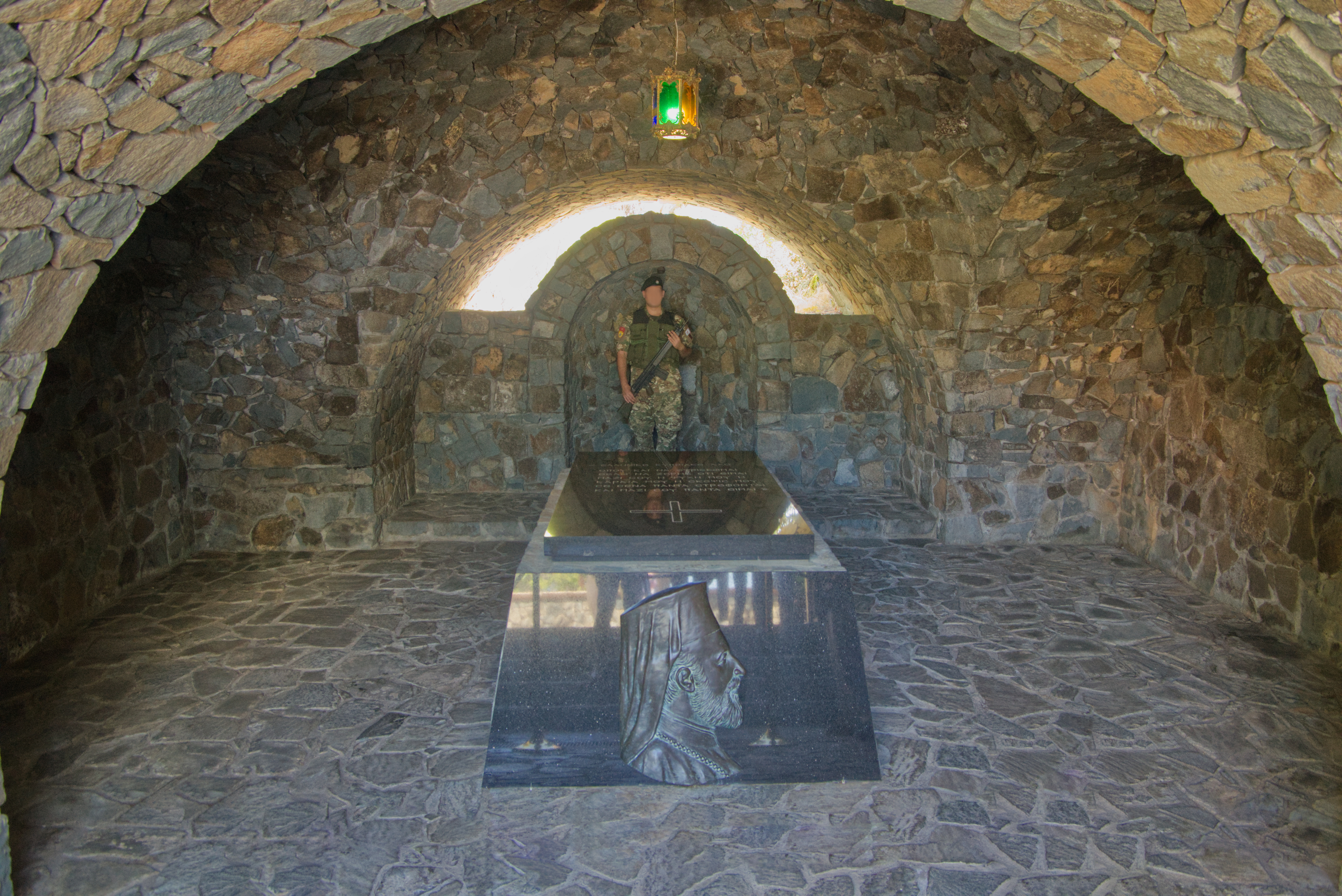
Tomba de Makarios